# Ulota novae-seelandiae
Ulota novae-seelandiae là một loài rêu trong họ Orthotrichaceae. Loài này được Sainsbury mô tả khoa học đầu tiên năm 1955.